# Fresswelle
|                                           | Dieser Artikel wurde im Portal Deutschland zur Verbesserung eingetragen. Hilf mit, ihn zu bearbeiten, und beteilige dich an der Diskussion! |
| Vorlage:Portalhinweis/Wartung/Deutschland | |

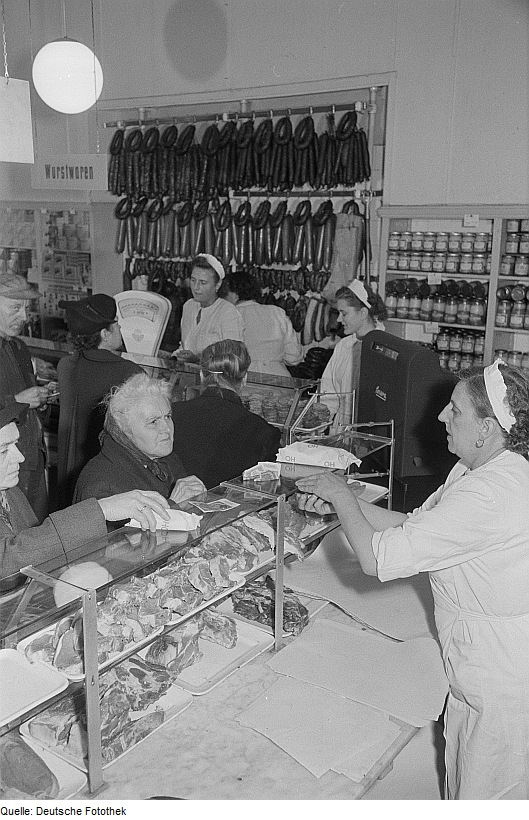
Verkäuferinnen bedienen Kunden einer Fleisch- und Wursttheke (1953).

Als Fresswelle wird das sich in den Nachkriegsjahren in der Bundesrepublik Deutschland rasant entwickelnde Bedürfnis nach hochwertigem und reichhaltigem Essen bezeichnet. Damit einher ging in Teilen der Bevölkerung ein Hang zum Übergewicht und eine soziale Akzeptanz desselben. Ursache dieser Entwicklung war die von 1944/45 bis zum Wirtschaftswunder gemachte Erfahrung der Entbehrung des Nötigsten, die nun mit den allgemein steigenden Einkommen und sinkenden Preisen des deutschen Wirtschaftswunders kontrastierte.

## Ursachen und Hintergründe

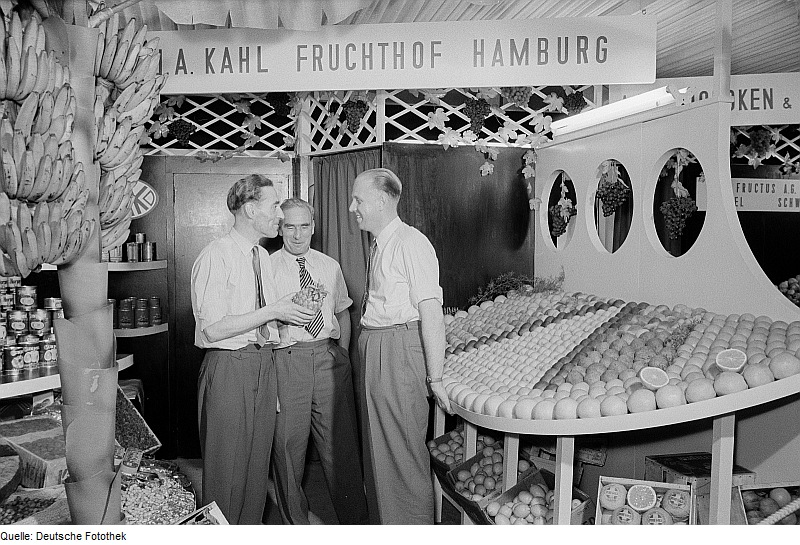
Drei Männer umgeben von exotischem Obst auf einer Messe (1954)

Luxusgüter, die in der Nachkriegszeit zunächst sehr teuer waren, wurden nach und nach erschwinglich. Ihr Marktanteil nahm zu. Der Konsum trug zum Wachstum der Volkswirtschaft bei. Angefangen mit der Fresswelle, welche die Grundbedürfnisse der Menschen abdeckte, kamen noch die Kleidungs-, Einrichtungs-, Auto- und Urlaubswellen dazu.
Nach den Entbehrungen der frühen Nachkriegszeit und den traumatischen Erfahrungen des Hungers wurde das Essen für viele zur Lieblingsbeschäftigung: die sogenannte „Fresswelle“ bestimmte die 1950er Jahre. Das hatte vor allem zwei Gründe: Real- und Nominallöhne stiegen stark an, im Gegensatz dazu sanken die Preise für Lebensmittel rapide. Der Bundesbürger jener Jahre war natürlich kein „Feinschmecker“, sondern deckte zunächst lediglich seinen Nachholbedarf der vergangenen Jahre ab. Die Folgen dieses Konsumverhaltens stellte man ohne Scheu zur Schau. Aus dem Otto Normalverbraucher wurde eine dicke und runde Figur, die geradezu als Beweis dafür diente, wie weit man es nach den „Trümmerjahren“ wieder gebracht hatte. Ludwig Erhard, Symbol des Wirtschaftswunders, spiegelte mit seinem Übergewicht auf anschauliche Weise das Lebensgefühl der Deutschen wider, die nun auf die schnell errungene und neue Lebensqualität stolz waren.
Fremde Nahrungsmittel und Gewürze wurden in die heimische Küche aufgenommen. Zum einheimischen Schweineschmalz gesellte sich jetzt Kokosfett wie Palmin oder ähnliche Produkte. Als Gewürze dienten nun auch amerikanische Produkte wie Ketchup, Mixed Pickles und scharfe Saucen, die in der deutschen Küche bis dahin recht unbekannt gewesen waren. Südfrüchte, die so lange entbehrt wurden, waren nun besonders begehrt. Beilagen wurden ebenso in einem neuen Licht betrachtet, z. B. wurde die Kondensmilch sehr beliebt. Man benutzte sie nicht nur für den allmorgendlichen Kaffee, sondern trank die Milch auch direkt aus der angestochenen Dose – vor allem für Kinder stellte die süße Milch eine Delikatesse dar.

## Folgen
Bis zum Beginn der 1960er Jahre konnten die Haushalte ihre Einkommen in zwei Richtungen verlagern: Zu „höherwertigen“ und zu „exotischen“ Lebensmitteln. Diese Veränderung der Ausgaben veränderte den Alltag der deutschen Gesellschaft, da damit technische Innovationen und eine Internationalisierung der Ernährung stattfand. Vor allem in der Konservierungstechnik gab es viele Fortschritte. War zum Ende der 1940er die Nutzung von Konserven noch unbedeutend, stieg diese zu Beginn der 1950er langsam an, auch wenn sie erst in den nächsten beiden Jahrzehnten ihren Höhepunkt erreichte. Als das Erfrischungsgetränk Coca-Cola in die deutschen Haushalte Einzug hielt, ging damit eine weitreichende Akzeptanz des US-amerikanischen Lebensstils einher. Für die Deutschen war die Limonade Ausdruck ihrer neugewonnenen Freiheit und Lebensfreude, wie sie die Werbung den Konsumenten auch heute noch suggeriert. Der „American Way of Life“ war für viele ein Symbol für die Befreiung von alltäglichen Sorgen und Elend und stellte eine Möglichkeit zur Erlangung von Freiheit und einen Schritt in ein modernes Leben dar.